# Helsdingenia hebesoides
Helsdingenia hebesoides är en spindelart som beskrevs av Michael Ilmari Saaristo och Andrei V. Tanasevitch 2003. Helsdingenia hebesoides ingår i släktet Helsdingenia och familjen täckvävarspindlar. Inga underarter finns listade i Catalogue of Life.